# Nicon yaquinae
Nicon yaquinae är en ringmaskart som beskrevs av Fauchald 1977. Nicon yaquinae ingår i släktet Nicon och familjen Nereididae. Inga underarter finns listade i Catalogue of Life.